# Дејан Вукелић
Дејан Вукелић јесте српски новинар и уредник.

## Биографија
Преко двадесет година ради у више новина и редакција.
Био је главни уредник новина и портала Објектив. Од маја 2024. ради као заменик главног и одговорног уредника Информер-а.
Подржавалац је политике СНС и Александра Вучића.